# Жале (Підляське воєводство)
Жале (пол. Żale) — село в Польщі, у гміні Городиськ Сім'ятицького повіту Підляського воєводства.
Населення — 65 осіб (2011).

## Історія
У 1975—1998 роках село належало до Білостоцького воєводства.

## Демографія
Демографічна структура станом на 31 березня 2011 року:
|          | Загалом | Допрацездатний вік | Працездатний вік | Постпрацездатний вік |
| -------- | ------- | ------------------ | ---------------- | -------------------- |
| Чоловіки | 38      | 2                  | 30               | 6                    |
| Жінки    | 27      | 4                  | 15               | 8                    |
| Разом    | 65      | 6                  | 45               | 14                   |